# 2e cérémonie des prix Feroz
La 2e cérémonie des Prix Feroz (ou Premios Feroz), organisée par l'Asociación de Informadores Cinematográficos de España, se déroule le 25 janvier 2015 aux arènes de las Ventas à Madrid et récompense les films sortis en 2014.
Le film La isla mínima de Alberto Rodríguez remporte les prix du meilleur film dramatique, de la meilleure réalisation, du meilleur acteur et de la meilleure musique originale. Le film La niña de fuego (Magical Girl) de Carlos Vermut remporte les prix du meilleur scénario, de la meilleure actrice et du meilleur acteur dans un second rôle,.

## Palmarès

### Cinéma

#### Meilleur film dramatique
- La isla mínima de Alberto Rodríguez
  - 10.000 km de Carlos Marqués-Marcet
  - La Belle Jeunesse (Hermosa juventud) de Jaime Rosales
  - Loreak de Jon Garaño et Jose Mari Goenaga
  - La niña de fuego (Magical Girl) de Carlos Vermut

#### Meilleure comédie
- Carmina y amén de Paco León
  - Justi & Cia de Ignacio Estaregui
  - La vida inesperada de Jorge Torregrossa
  - Mortadelo y Filemón contra Jimmy el Cachondo de Javier Fesser
  - Ocho apellidos vascos de Emilio Martínez-Lázaro

#### Meilleur réalisateur
- Alberto Rodríguez pour La isla mínima
  - Jon Garaño et Jose Mari Goenaga pour Loreak
  - Paco León pour Carmina y amén
  - Carlos Marqués-Marcet pour 10.000 km
  - Carlos Vermut pour La niña de fuego (Magical Girl)

#### Meilleur scénario
- Carlos Vermut pour La niña de fuego
  - Aitor Arregi, Jon Garaño et Jose Mari Goenaga pour Loreak
  - Carlos Marqués-Marcet et Clara Roquet  pour 10.000 km
  - Alberto Rodríguez et Rafael Cobos pour La isla mínima
  - Jaime Rosales et Enric Rufas pour La Belle Jeunesse (Hermosa juventud)

#### Meilleur acteur
- Javier Gutiérrez pour son rôle dans La isla mínima
  - Raúl Arévalo pour son rôle dans La isla mínima
  - Luis Bermejo pour son rôle dans La niña de fuego (Magical Girl)
  - Javier Cámara pour son rôle dans La vida inesperada
  - David Verdaguer pour son rôle dans 10.000 km

#### Meilleure actrice
- Bárbara Lennie pour son rôle dans La niña de fuego
  - Elena Anaya pour son rôle dans Todos están muertos
  - Carmina Barrios pour son rôle dans Carmina y amén
  - Ingrid García-Jonsson pour son rôle dans La Belle Jeunesse (Hermosa juventud)
  - Natalia Tena pour son rôle dans 10.000 km

#### Meilleur acteur dans un second rôle
- José Sacristán pour son rôle dans La niña de fuego
  - Jesús Carroza pour son rôle dans El Niño
  - Karra Elejalde pour son rôle dans Ocho apellidos vascos
  - Eduard Fernández pour son rôle dans El Niño
  - Antonio de la Torre pour son rôle dans La isla mínima

#### Meilleure actrice dans un second rôle
- Itziar Aizpuru pour son rôle dans Loreak
  - Nerea Barros pour son rôle dans La isla mínima
  - María León pour son rôle dans Carmina y amén
  - Carmen Machi pour son rôle dans Ocho apellidos vascos
  - Yolanda Ramos pour son rôle dans Carmina y amén

#### Meilleure musique originale
- Julio de la Rosa pour La isla mínima
  - Rafael Arnau pour Mortadelo y Filemón contra Jimmy el Cachondo
  - Roque Baños pour El Niño
  - Pascal Gaigne pour Loreak
  - Lucio Godoy et Federico Jusid pour La vida inesperada

#### Meilleure bande annonce
- La isla mínima

#### Meilleure affiche
- La niña de fuego

### Prix Feroz d'honneur
- Carlos Saura